# Observatoire astronomique de Santana

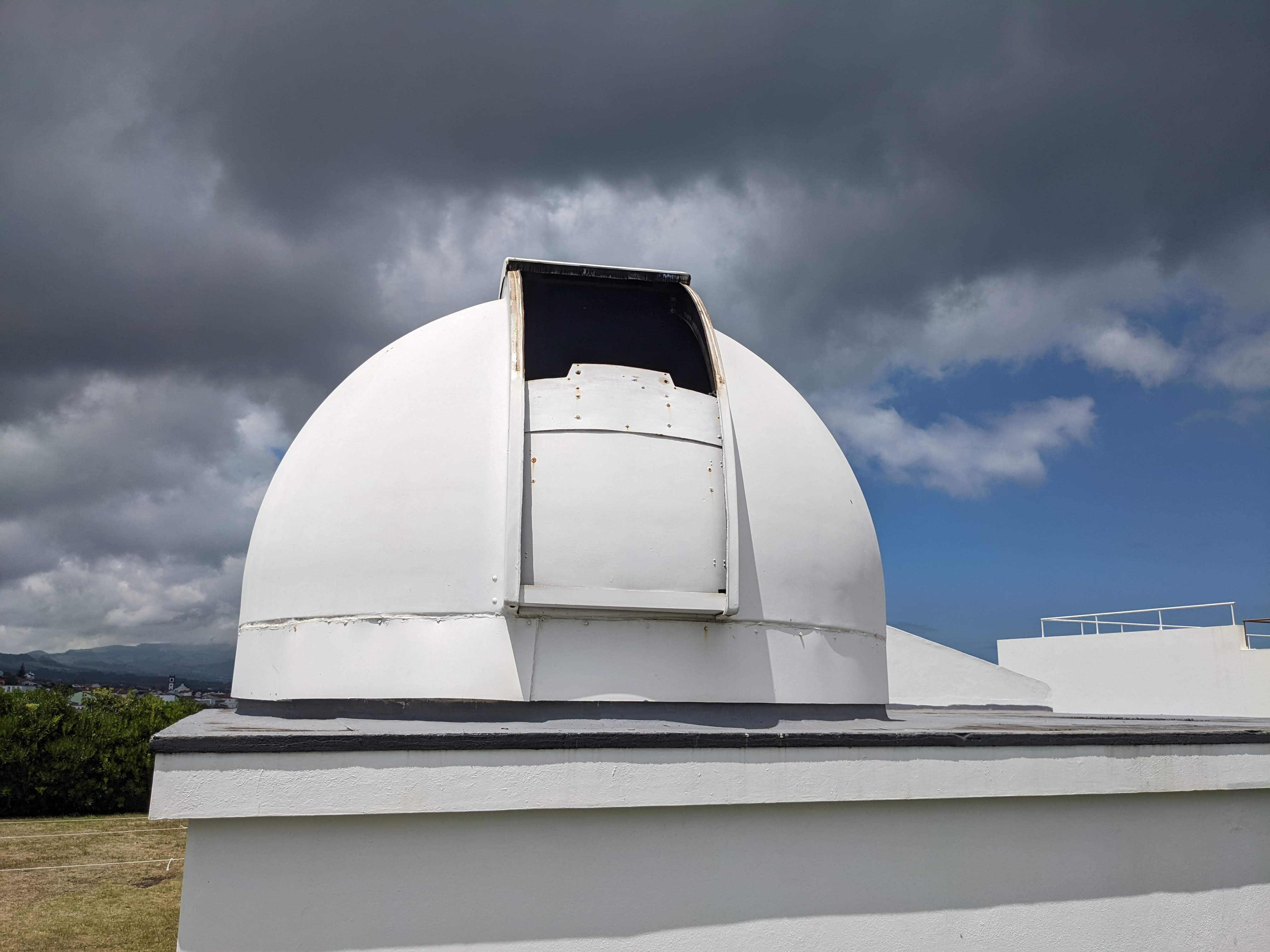
Coupole d'un des deux télescopes de l'observatoire astronomique.

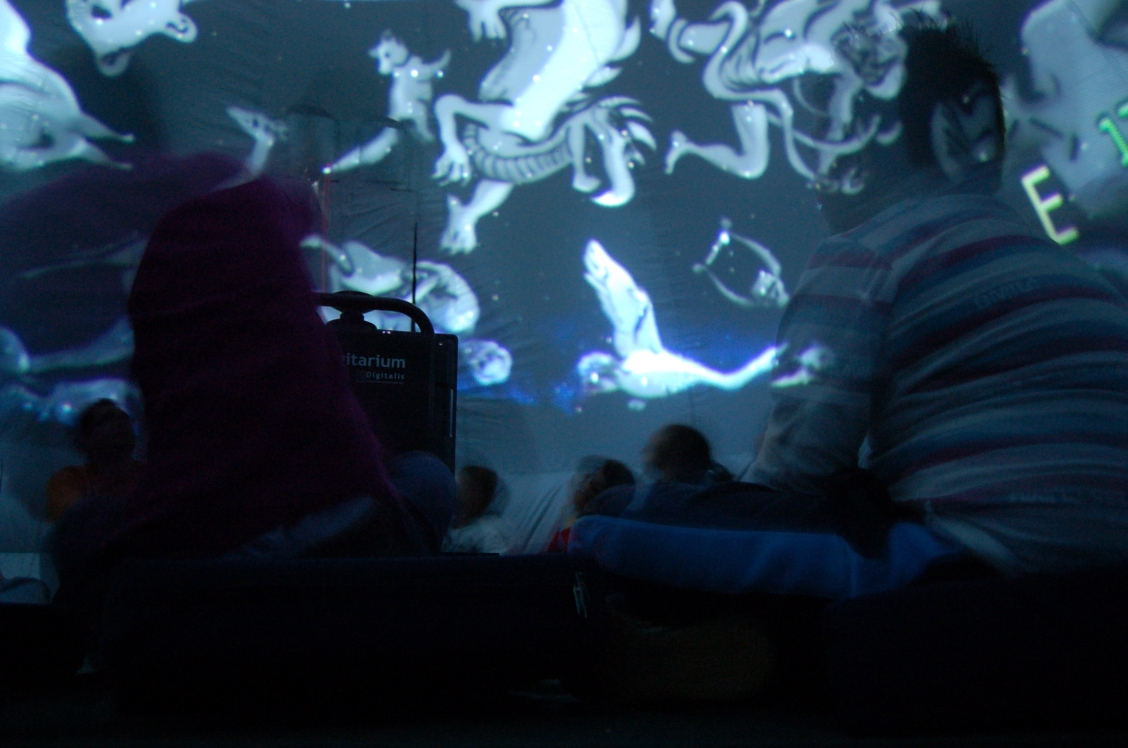
Projection dans le planétarium numérique mobile.

L’Observatoire astronomique de Santana (OASA) est un observatoire astronomique portugais situé dans la ville de Rabo de Peixe, municipalité de Ribeira Grande, sur l'île de São Miguel dans les Açores. Il a été inauguré le 12 septembre 2004.
Activités disponibles à l'OASA :
- sessions au planétarium numérique mobile ;
- observations du ciel nocturne et du ciel diurne ;
- ateliers d'astronomie ;
- expositions et modules interactifs ;
- laboratoire d'enseignement ;
- espace multimédia ;
- conférences, formations et ateliers.